# Neumarkt-Galerie

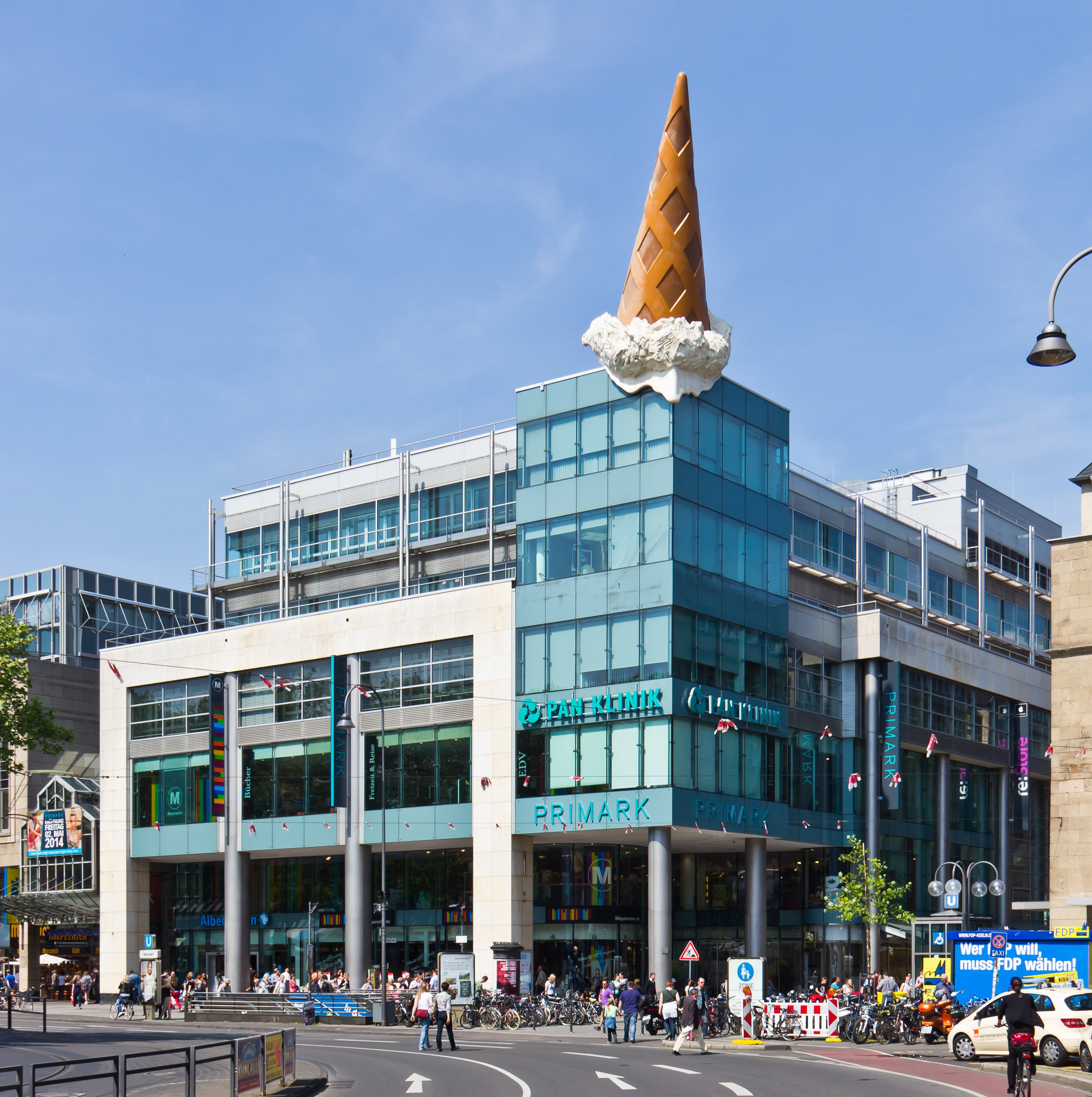
De Neumarkt-Galerie in Keulen met kunstwerk "Dropped Cone" van Claes Oldenburg en Coosje van Bruggen

De Neumarkt-Galerie is een overdekt winkelcentrum met een medisch centrum en kantoren in het centrum van Keulen naar een ontwerp van het architectenbureau Chapman Taylor Brune.
Het winkelcentrum wordt aan de zuidzijde begrensd door de Neumarkt, de Zeppelinstrasse aan de oostzijde, Am alten Posthof aan de noordzijde, de Richmodstrasse aan de westzijde en het op de hoek van de Neumarkt met de Richmodstrasse gelegen Richmodis-Haus. Op deze locatie stond tot 1997 het warenhuis Hertie. De bouw van het de Neumarkt-Galerie startte in juli 1997 en werd geopend in oktober 1998. De bouwkosten bedroegen destijds 280 miljoen euro.
De totale oppervlakte bedraagt 37.000 m², waarvan 18.000 m² door detailhandel wordt ingenomen, 9.000 m² door de PAN-Klinik en 5.000 m² door kantoren. De detailhandelsruimte is verdeeld over 40 winkelruimten op 2 verdiepingen. De ankerhuurders zijn de boekhandel Mayersche en sinds 2014 Primark. In 2013 werd het gebouw door Deka Immobilien gekocht voor 295 miljoen euro.
Bovenop het dak van de hoofdingang is een kenmerkend kunstwerk van Claes Oldenburg en Coosje van Bruggen geplaatst, de "Dropped Cone" uit 2001. Het is een meer dan 10 meter hoog kunstwerk in de vorm van een omgekeerde ijshoorn en zou herinneren aan de Keulse kerktorens.